# Sainte Marie-Madelaine (Martigues)

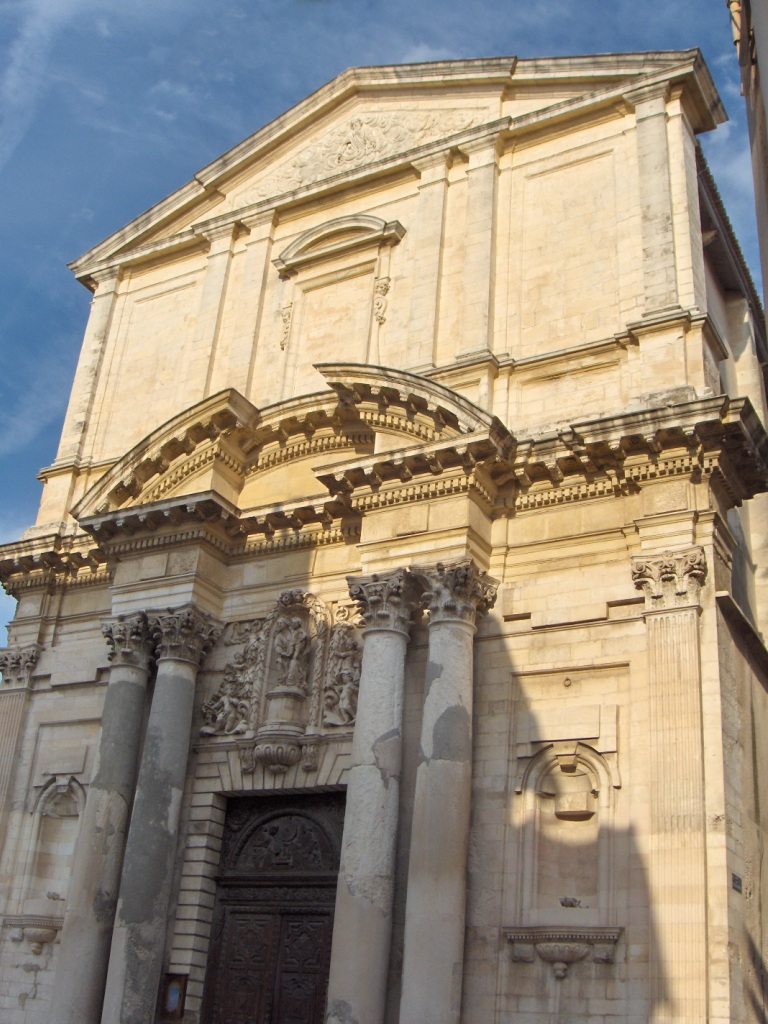
Hauptfassade

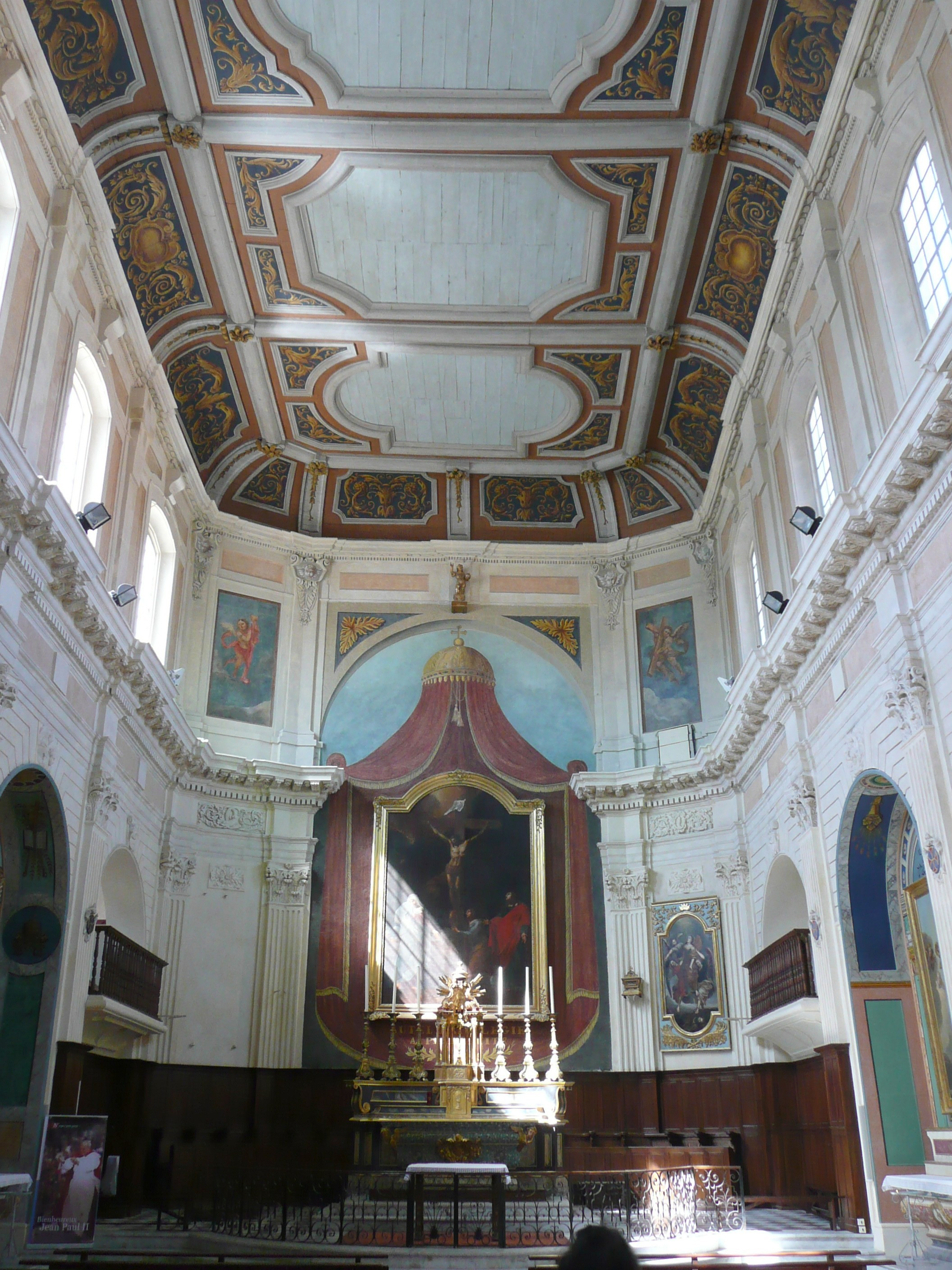
Innenraum mit Blick zum Hochaltar

Die Kirche Sainte Marie-Madelaine, auch Sainte Marie-Madelaine-de-l’Île, in Martigues, Provence, ist ein römisch-katholischer Sakralbau des Barocks.

## Geschichte
Die von den Bewohnern von Martigues lange Zeit „Cathédrale“ genannte Kirche wurde zwischen 1670 und 1680 erbaut. Sie gilt als die imposanteste Kirche der Stadt und charakterisiert den provenzalisch-barocken Stil der Architektur und des Dekors mit italienischem Einfluss. Die Erbauung erfolgte an der Stelle einer Vorgängerkirche. Das Gebäude bezeugt den Wohlstand der Stadt im 17. Jahrhundert. Seine Ost-West-Ausrichtung findet man auch an der Kirche Saint Genest im Stadtviertel Jonquières, ist im Übrigen jedoch eigentümlich. Sie ist darin begründet, dass die Kirche entlang der Kanalufer erbaut ist. Die Kirche ist im Herzen der Stadt in einem dicht besiedelten Viertel erbaut und kontrastiert in ihrer Monumentalität zu den bescheidenen Häusern des Umfelds.

## Lage und Äußeres
Die Kirche liegt in der auf einer Insel befindlichen Altstadt von Martigues am Kanalufer. Die Hauptfassade des 1680–1688 im provenzalischen Barockstil erstellten Bauwerks ist zum Place Rouget de l'Isle gewandt. Die Fassade ist in drei Achsen und zwei Stockwerke gegliedert und wird von einem Dreiecksgiebel bekrönt. Vier korinthische Säulen flankieren das Portal und tragen einen markanten verköpften Segmentgiebel. Über dem Portal thront in einer reich verzierten Nische eine steinerne Madonna mit Kind. Der im Westen 1847 errichtete Glockenturm ersetzte einen Vorgängerturm. Der nördliche Seiteneingang im manieristischen Stil stammt vom Vorgängerbau. 1669 wurde der Zugang durch den Bischof von Arles (François Adhémar de Monteil de Grignan) verboten, weil ein neues Bauwerk errichtet wurde.

## Innenraum
Der Innenraum übernimmt den zweistöckigen Aufbau der Fassade und wird durch Pilaster und ein umlaufendes Gebälk gegliedert. An das Schiff schließen tonnengewölbte Seitenkapellen von geringer Tiefe an. Die meisten Seitenkapelle nehmen Altäre mit Gemälden von Michel Serre (1658–1733) auf, wobei auch die Kanzel aus einer Seitenkapelle ins Schiff ragt. Die gekehlte Holzleistendecke ist ornamental bemalt. 1851 schuf der Orgelbauer Prosper-Antoine Moitessier aus Montpellier die romantische Orgel.
Die axiale Raumstruktur ist auf den Hochaltar bezogen. Das Hochaltarbild aus dem 17. Jahrhundert zeigt die Kreuzigung Christi mit der Kirchenpatronin Maria Magdalena zu seinen Füßen und wird von einem aufgemalten Textilbaldachin umgeben. Auffallend ist das Fehlen eines architektonisch akzentuierten Chorraums – nur eine Stufe mit Geländer trennt den Laienraum vom Sanktuarium ab.

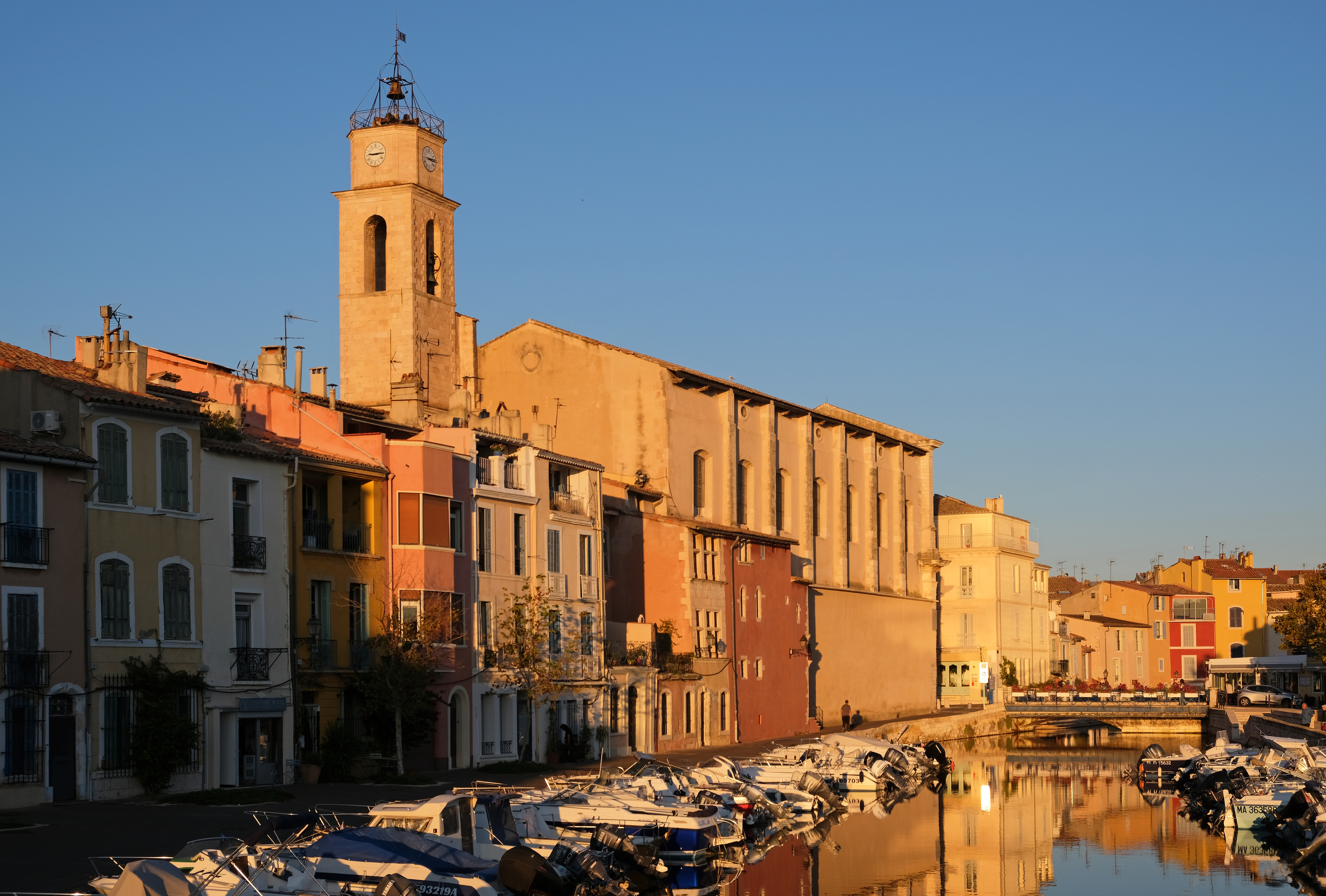
Kanalseite der Kirche mit Glockenturm
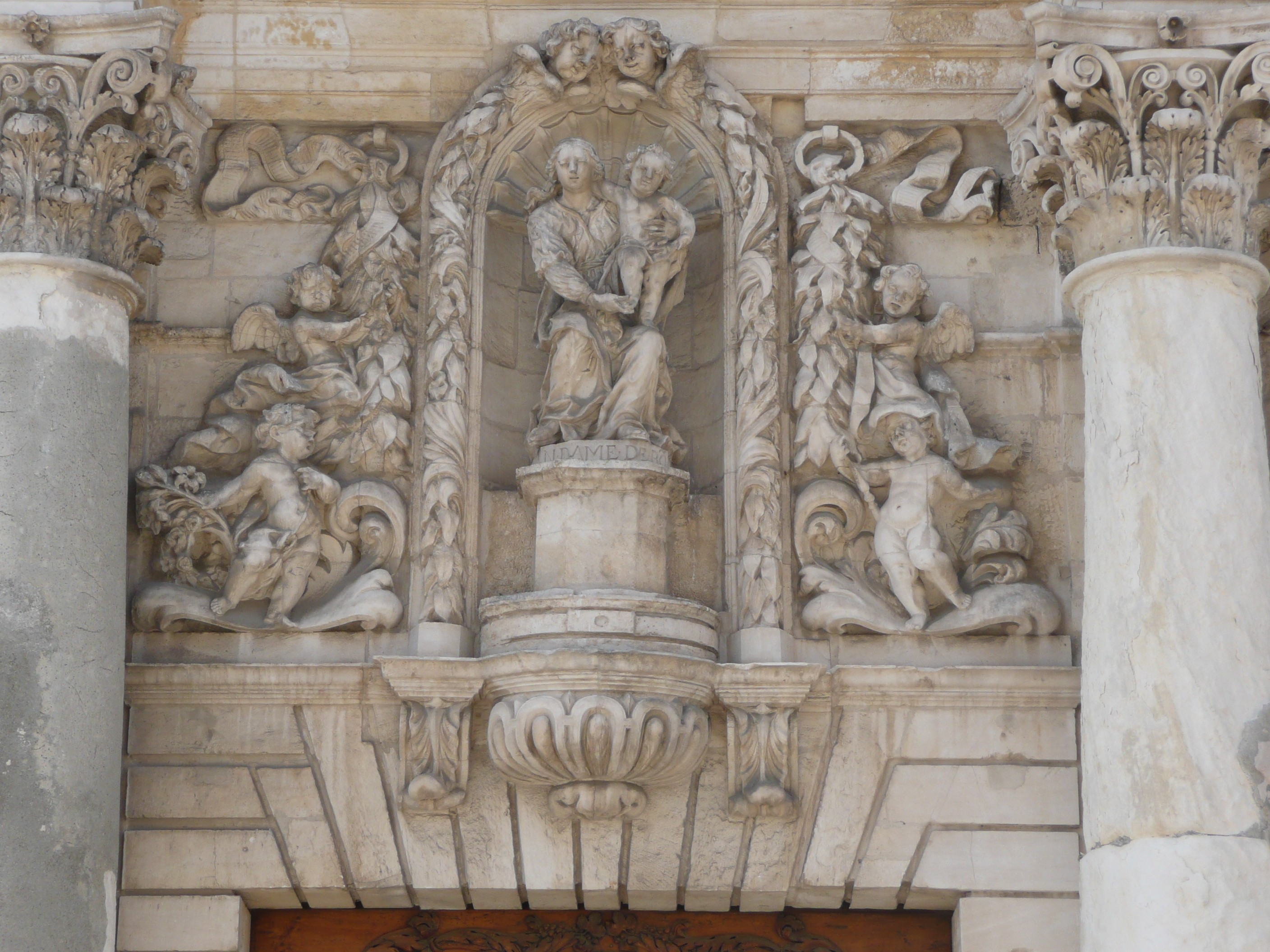
Madonna mit Kind am Hauptportal
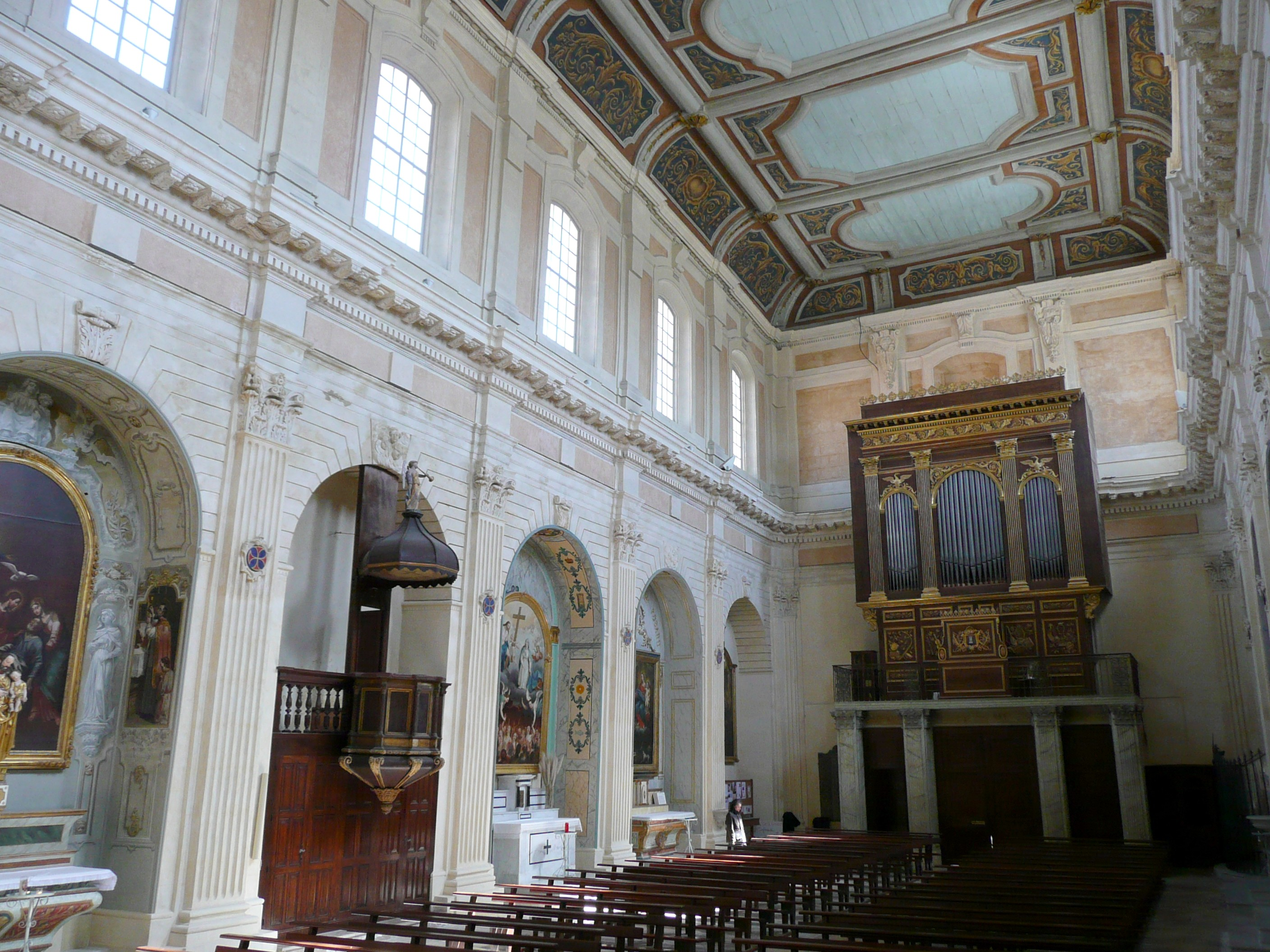
Innenraum mit Kanzel und Orgel
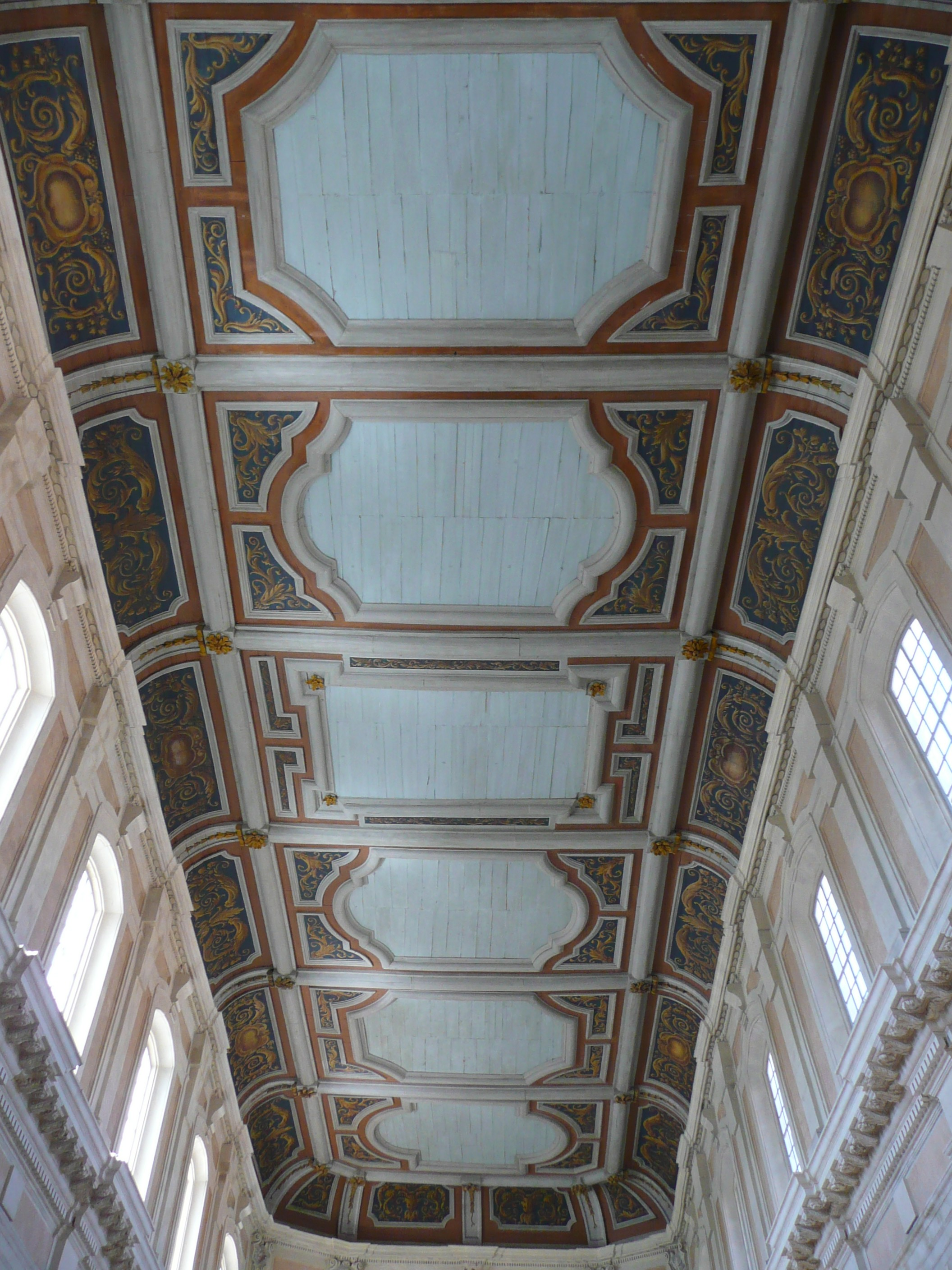
Leistendecke
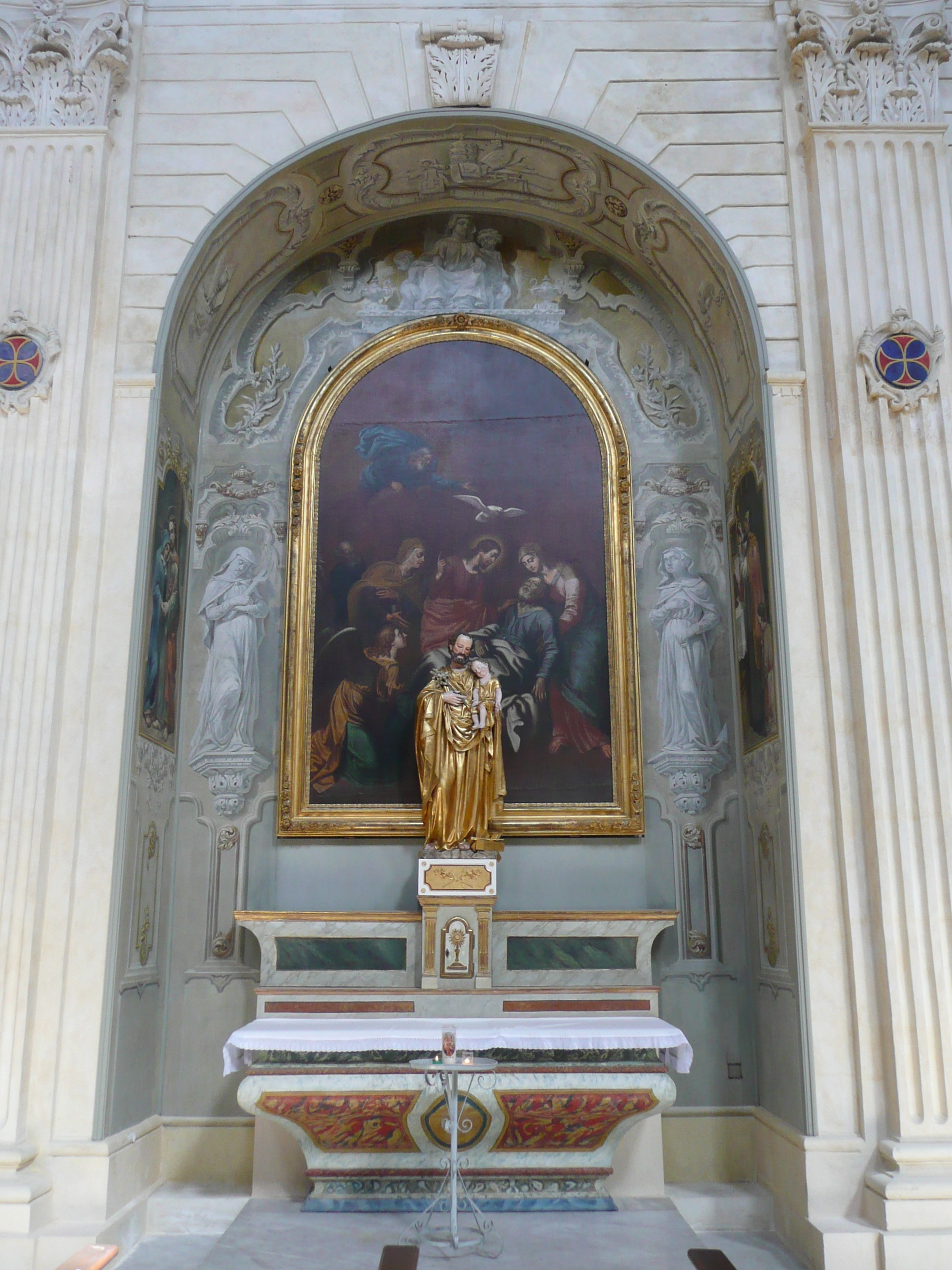
Seitenkapelle St. Joseph
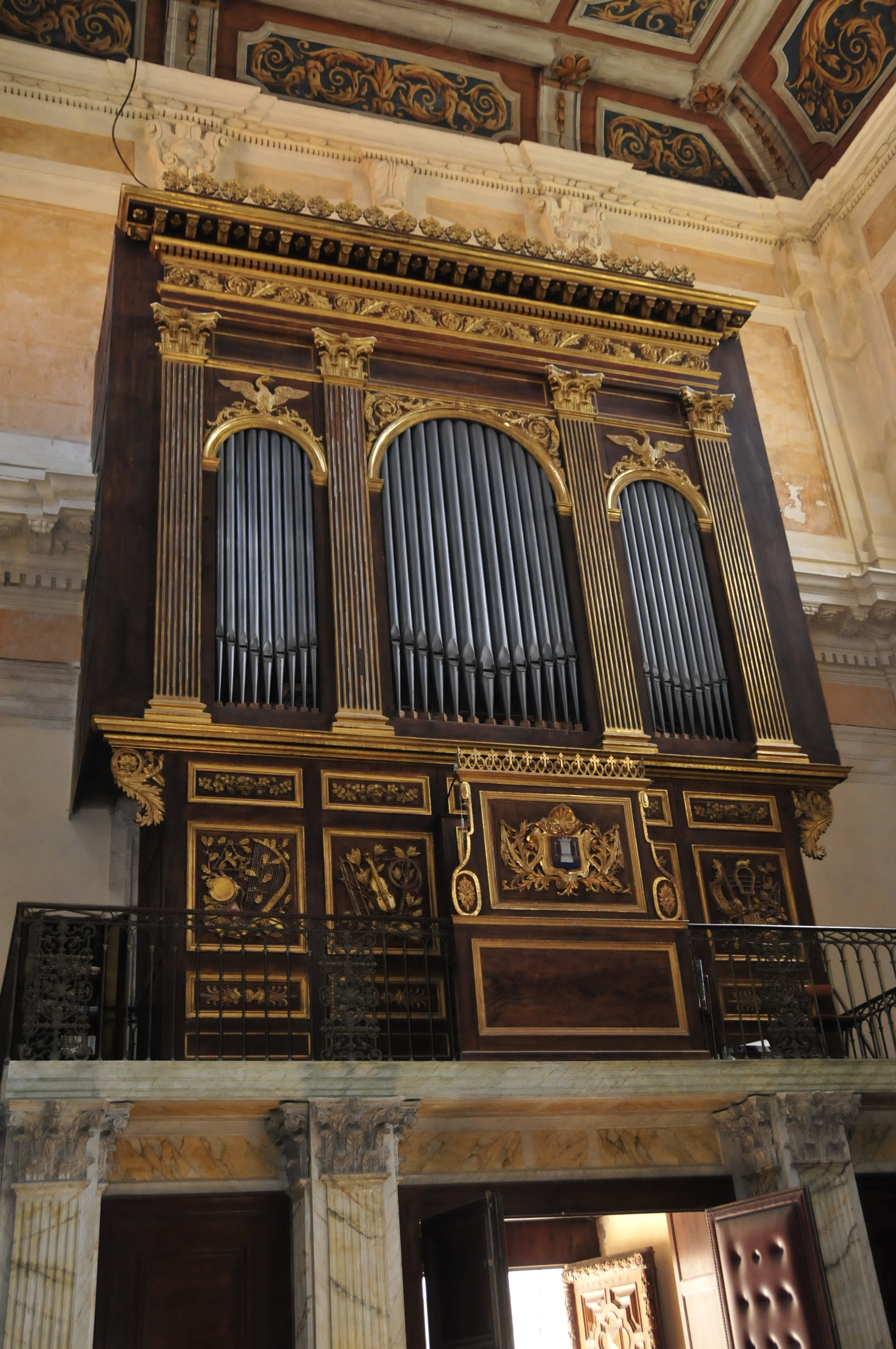
Orgel